# Chédigny
Chédigny – miejscowość i gmina we Francji, w Regionie Centralnym, w departamencie Indre i Loara.
Według danych na rok 1990 gminę zamieszkiwało 445 osób, a gęstość zaludnienia wynosiła 19 osób/km² (wśród 1842 gmin Regionu Centralnego Chédigny plasuje się na 723. miejscu pod względem liczby ludności, natomiast pod względem powierzchni na miejscu 546.).